# Coscinaraea fossata
Espèce
Statut CITES
Coscinaraea fossata est une espèce de coraux appartenant à la famille des Coscinaraeidae. Selon la base de données WoRMS, cette espèce est un synonyme de Coscinaraea columna.